# Estádio Miguel Grau (Piúra)
O Estádio Miguel Grau é um estádio multiuso localizado na cidade de Piura, no Peru.
É utilizado atualmente pelo times de futebol Club Atlético Grau e Deportivo UNP e suporta 23.550 pessoas, tendo sido construído em 1958.
Foi utilizado em três partidas da Copa América de 2004, entre elas, as quartas-de-final entre Brasil e México, com vitória brasileira por 4 a 0.